# Saʿud ibn Saqr al-Qasimi

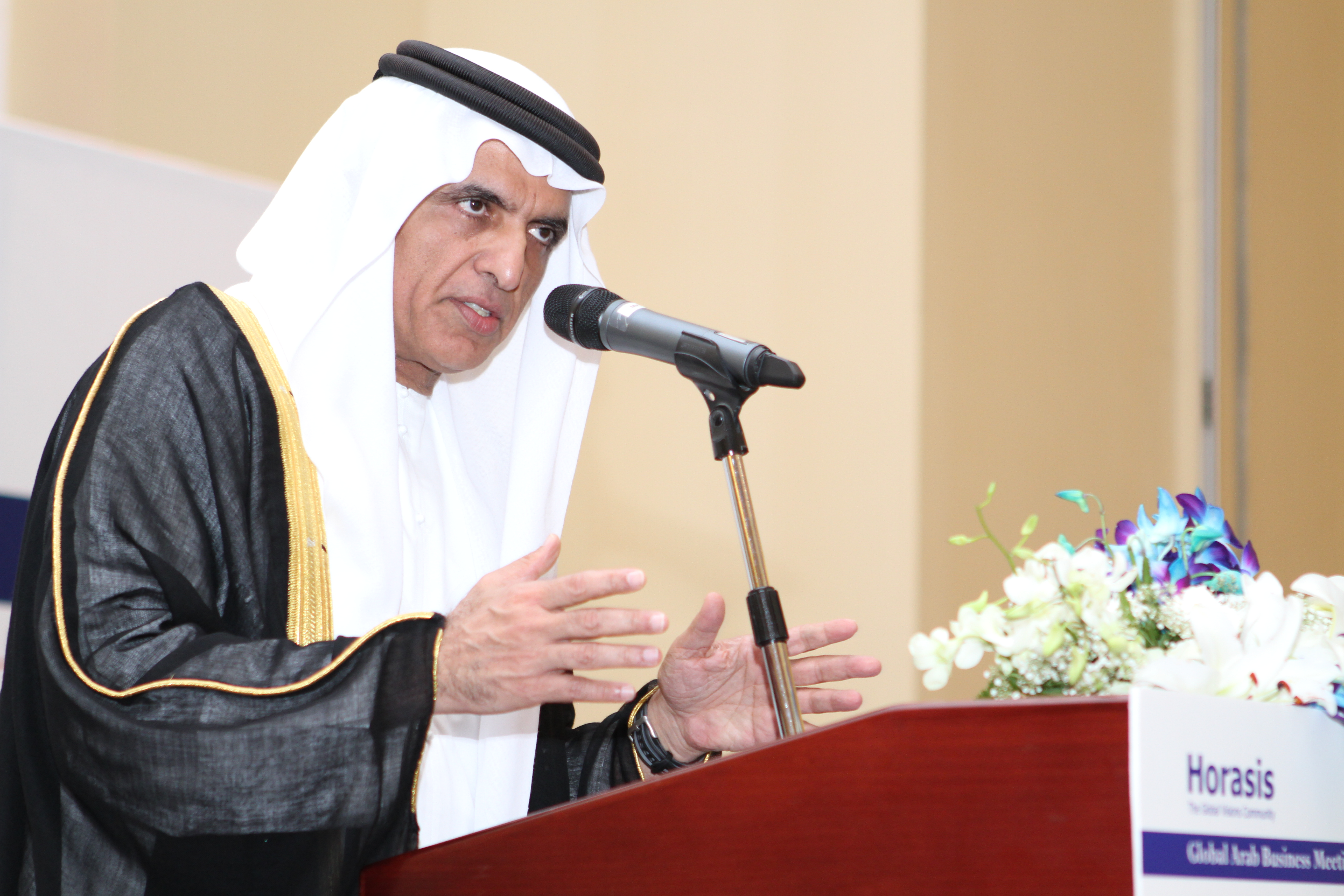
Saʿud ibn Saqr al-Qasimi

Scheich Saʿud ibn Saqr al-Qasimi (auch: Sheikh Saud bin Saqr Al Qasimi; arabisch سعود بن صقر القاسمي, DMG Saʿūd b. Ṣaqr al-Qāsimī; * 10. Februar 1956 in Dubai) ist Herrscher des Emirats Ra’s al-Chaima, eines der sieben Emirate der Vereinigten Arabischen Emirate.
Saʿuds Mutter stammt aus Dubai. Er selbst studierte zunächst Volkswirtschaftslehre und Politikwissenschaft an der University of Michigan, USA.
Saʿud, viertältester Sohn von Scheich Saqr ibn Muhammad al-Qasimi, wurde am 14. Juni 2003 an Stelle des vorherigen Kronprinzen, seines Halbbruders Chalid ibn Saqr al-Qasimi, zum Kronprinzen ernannt und führte seitdem aufgrund des angeschlagenen Gesundheitszustandes seines Vaters die Staatsgeschäfte.
Seine Position als künftiger Herrscher von Ra’s al-Chaima wurde 2010 infolge des sich rapide verschlechternden Gesundheitszustandes des damaligen formalen Herrschers, Scheich Saqr, von seinem Halbbruder, dem vorherigen Kronprinzen Chalid ibn Saqr al-Qasimi, zwar in Frage gestellt, jedoch konnte er sich letztendlich durchsetzen: Scheich Saʿud wurde am 27. Oktober 2010 nach dem Tod seines Vaters zum Herrscher des Emirats Ra’s al-Chaima ernannt.
Eine seiner ersten politischen Entscheidungen war es seiner eigenen Aussage nach, die Ansiedlung von Industrie zu erleichtern. Der Prozess zum Erhalt der notwendigen rechtlichen Dokumente dauert nun weniger als einen Tag. Auch gibt es ein Industriegebiet. Darüber hinaus sei er dabei, den Tourismus in dem Emirat zu stärken.